# Кейк-поп
Кейк-поп (англ. Cake-Pop) — невелике порційне тістечко у формі кульки, що виготовляється з бісквітної крихти, змішаної з кремом або глазур'ю, нанизане на паличку та вкрите зверху шоколадом або іншим декором. Інколи кей-поп також називають льодяниками на паличці або маленькими тортом на паличці. Крихти торта змішують з глазур'ю або вершковим сиром і формують у маленькі кульки, перш ніж покривати їх глазур'ю, шоколадом або іншими прикрасами та прикріплювати до паличок від льодяників. Поп — це скорочена форма від popsicle / lollipop.

## Рецепти

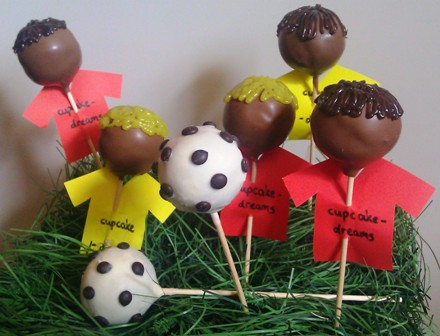
Кейки-попи з футбольним декором

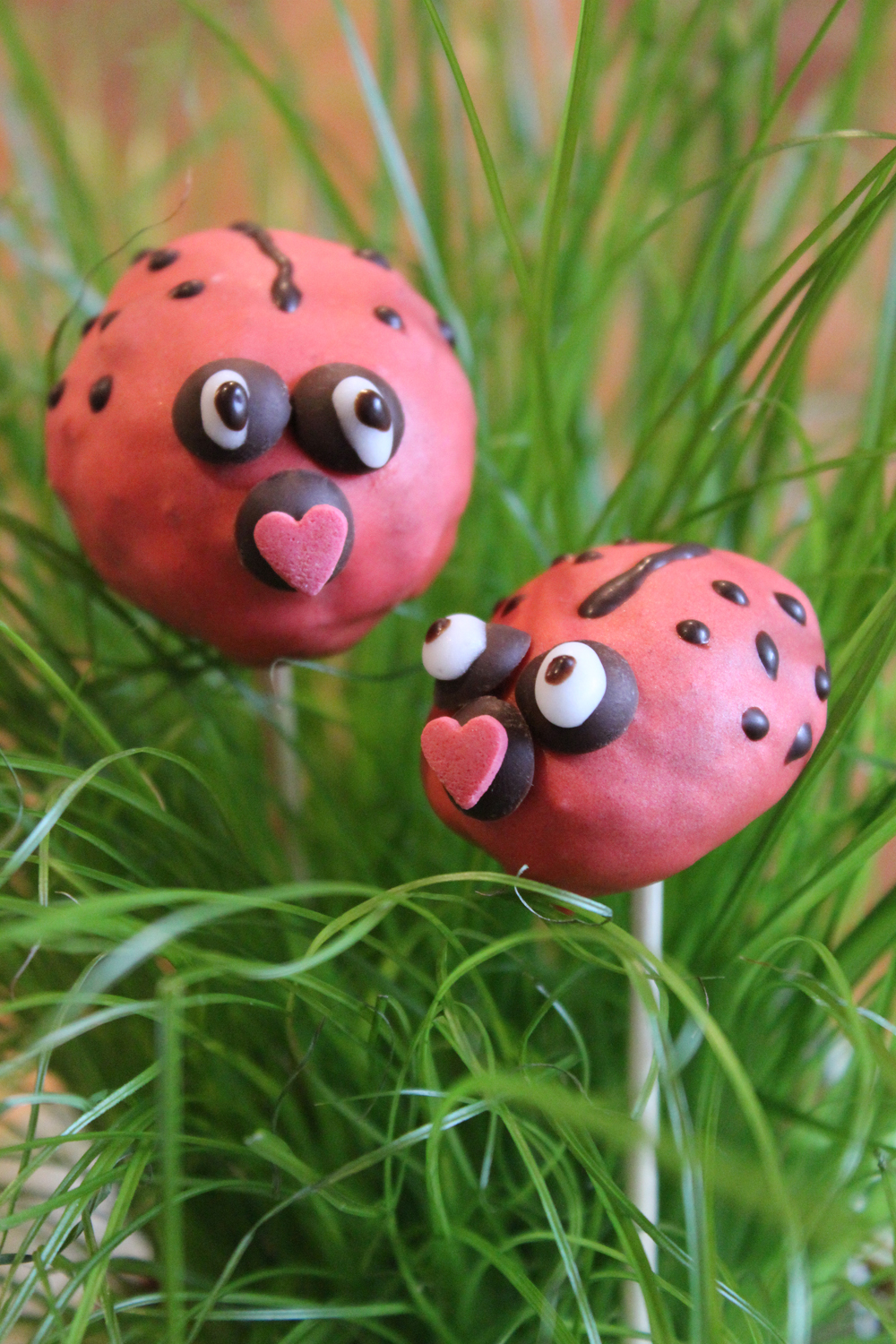
Невипечені кейк-попи у вигляді сонечок

Щоб зробити кейк-поп, корж кришать і змішують з глазур'ю, шоколадом або вершковим сиром. З крихт формують кульки, в кожну з яких вставляють льодяникову паличку. Як тільки суміш застигне, її можна занурювати в глазур або розтоплений шоколад, а потім прикрашати. Кейк-попи можуть бути круглими, але можуть мати й інші форми, наприклад, серця.
Зараз з'являється все більше виробників так званих «кейк-поп мейкерів», які випікають круглі кейк-попи після наповнення їх домашнім тістом.
Згодом до традиційних кулястих кейк-попів з бісквітних крихт в глазурі холодного приготування додалися інші підвиди:
- формові - робляться з тієї ж традиційної бісквітно-кремової суміші, відрізніть у тому, що використовуються формочки (молди) різних фігур та розмірів;
- з повітряного рису та маршмеллоу;
- випечені – заздалегідь випечені за допомогою спеціального обладнання, найчастіше у формі кулі;
- вирубні - готуються з використанням вирубних форм для печива з готового бісквітного коржа, вирізаний виріб насаджується на паличку і прикрашається глазур'ю та посипанням;
- з цукрового печива - виліплюються під час випікання печива, поки воно не встигло затвердіти і охолонути, його кріплять на палички, десерт, що охолонув, прикрашають;
- брауні-поп - випікаються з шоколаду (за рецептом шоколадних тістечок брауні) у формах або одним пластом з подальшим використанням вирубок.

Для промислового та дрібносерійного виробництва розроблено апарати для приготування кейк-попів.

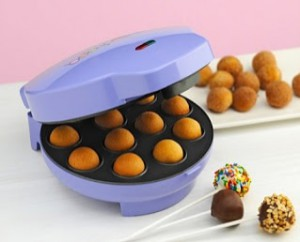
Апарат для приготування кейк-попів

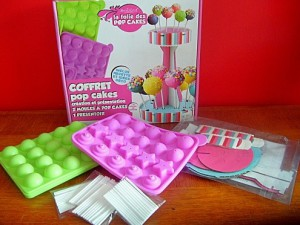
Силіконові форми для кейк-поп

## Тренди
Популярність кейк-попів значно зросла між 2009 і 2011 роками. Винахідницею кейк-попів є Енджі Дадлі, яка розробила один з перших рецептів кейк-попів у маленькій пекарні в Лондоні. Коли вона опублікувала фотографії своїх рожевих кейк-попів в Інтернеті, вони викликали великий інтерес. Незабаром після цього кейк-попи з'явилися в деяких універмагах Лондона. Її книга Cake-Pop, яку вона опублікувала під псевдонімом Бакарелла, у 2010 році протягом шести тижнів перебувала у списку бестселерів New York Times.